# Aedoeus anjouanensis
Aedoeus anjouanensis är en skalbaggsart som beskrevs av Reé Michel Quentin och Jean François Villiers 1979. Aedoeus anjouanensis ingår i släktet Aedoeus och familjen långhorningar. Inga underarter finns listade i Catalogue of Life.